# Fulcrand Roux
Pour les articles homonymes, voir Roux.
Fulcrand Roux est un homme politique français né le 22 juin 1790 à Montpellier (Hérault) et décédé le 29 septembre 1845 à Metz (Moselle).
Intendant militaire à Bayonne, il est député de la Moselle de 1842 à 1845, siégeant dans la majorité soutenant la Monarchie de Juillet.

## Sources
- « Fulcrand Roux », dans Adolphe Robert et Gaston Cougny, Dictionnaire des parlementaires français, Edgar Bourloton, 1889-1891 [détail de l’édition] [texte sur Sycomore]